# 永井泰樹
永井 泰樹（ながい やすき） は、日本の核物理学者。東京工業大学名誉教授、大阪大学名誉教授。元大阪大学核物理研究センター長。仁科記念賞受賞。

## 人物・経歴
京都府生まれ。愛媛県西条市出身。1962年愛媛県立西条高等学校卒業。1966年東京工業大学（のちの東京科学大学）卒業。1971年同大学大学院修了、理学博士、大阪大学核物理研究センター助手。東京工業大学理学部助教授、同教授、大阪大学核物理研究センター長・教授等を経て、東京工業大学名誉教授、大阪大学名誉教授、量子科学技術研究開発機構研究員、大阪大学核物理研究センター協同研究員、日本原子力研究開発機構客員研究員。2002年度仁科記念賞を井頭政之と共同受賞。2015年燕理会会長。専門は原子核物理学、天体物理学。